# Rent a Man – Ein Mann für gewisse Sekunden
Rent a Man – Ein Mann für gewisse Sekunden (Alternativtitel: Rent-a-Man, Rent a Man, Rent a Man – Ein Mann für gewisse Stunden; Originaltitel: Deuce Bigalow: Male Gigolo) ist eine US-amerikanische Filmkomödie von Mike Mitchell aus dem Jahr 1999. Der Film wurde von Touchstone Pictures produziert und vertrieben.

## Handlung
Während der Gigolo Antoine Laconte geschäftlich verreist, soll sich der erfolglose Aquarienreiniger Deuce Bigalow um Lacontes Fische kümmern. Dabei verwüstet er versehentlich Lacontes Appartement. Um das Geld für die Reparaturen zu verdienen, tritt jetzt auch Bigalow als Gigolo an -- seine Kundinnen sind allerdings, anders als beim sehr gut aussehenden Laconte, alles andere als Traumfrauen.
Bigalow verliebt sich schließlich in seine Kundin Kate, ein „hässliches Entlein“, die von ihren Freundinnen die Dienste des Gigolos geschenkt bekommen hatte.
Der Polizeiermittler Chuck Fowler fordert unterdessen von Bigalow die Herausgabe von Lacontes Kundinnenverzeichnis. Wie sich herausstellt, verdächtigt Fowler seine eigene Frau, die Dienste von Laconte in Anspruch genommen zu haben. Bigalow kann die Eheleute jedoch wieder versöhnen.
Letztlich schafft es Bigalow zwar gerade noch rechtzeitig, die Wohnung von Laconte zu renovieren. Weil das Aquarium jedoch zu frisch verklebt wurde und erneut einen Totalschaden erleidet, fliegt der Schwindel dennoch auf. Als der jähzornige Laconte daraufhin Bigalow angreift, wird er von Fowler verhaftet.

## Kritiken
Auf Rotten Tomatoes, eine Website, die Kritiken auswertet, hat Rent a Man – Ein Mann für gewisse Sekunden eine Wertung von 22 % positive Kritiken.
Lawrence Van Gelder schrieb in der New York Times vom 10. Dezember 1999, den Zuschauer würden „ein wenig Sex“ und „ein wenig Humor“ erwarten. Das Problem des Films, dessen Titel an die Komödie Ace Ventura – Ein tierischer Detektiv erinnern solle, seien nicht die derben Gags („The problem ... is not its low humor“). Diese hätten in den Filmen eine „stolze Geschichte“. Das Problem sei, dass sie nicht zahlreich und „anspruchslos“ seien („... is the low level of its low humor“, „Among devotees of comedy, „Deuce Bigalow“ is for the undemanding“).

„Flache Komödie, die abgenutzte Slapstick-Gags aneinander reiht und vergeblich auf die Wirksamkeit skurril-schräger Figuren hofft.“

## Auszeichnungen
Rob Schneider wurde im Jahr 2000 für den Blockbuster Entertainment Award nominiert. Der Film wurde 2000 als Beste Komödie für den Teen Choice Award nominiert.

## Hintergrund
Die Dreharbeiten fanden in Los Angeles, in Angel Stadium of Anaheim und in Orlando (Florida) statt. Die Produktionskosten betrugen schätzungsweise 18 Millionen US-Dollar. Der Film spielte in den Kinos der USA ca. 65,5 Millionen US-Dollar ein.
Im Jahr 2005 wurde die Fortsetzung Deuce Bigalow: European Gigolo produziert.
Rob Schneiders Tochter Elle King ist in dem Film als das „Cookie Girl“ zu sehen.